# Reguła przekory (chemia)
Reguła przekory, reguła Le Chateliera-Brauna, reguła przekory Le Chateliera i Brauna – jedna z podstawowych reguł dotyczących równowag dynamicznych, mówiąca, że układ, na który działa jakiś bodziec, odpowiada w taki sposób, aby przeciwdziałać bodźcowi. Reguła przekory dotyczy układów w stanie równowagi, na które działa czynnik zewnętrzny. W postaci ilościowej reguła ta jest wyrażona przez prawo działania mas Guldberga i Waagego.
Przykłady:
- Układ gazowy w zamkniętym pojemniku z tłokiem: gdy naciskamy na tłok, układ odpowiada zwiększaniem ciśnienia, aż do uzyskania równowagi sił.
- Woda nasycona dwutlenkiem węgla pod ciśnieniem (np. woda mineralna): po otwarciu naczynia ciśnienie p dwutlenku węgla nad roztworem gwałtownie spada – układ przeciwdziała zmianie wydzielając z roztworu gazowy dwutlenek węgla (po ponownym zamknięciu naczynia ustala się nowy stan równowagi).
{\displaystyle K(T)={\frac {p_{CO_{2(g)}}}{[CO_{2(aq)}]}}}
w powyższym opisie zaniedbano wpływ reakcji CO
2 z wodą, a następnie dysocjacji na równowagę jego rozpuszczania w wodzie (wielkości w nawiasach kwadratowych [..] to stężenia):
CO
2
(aq) + H
2O ⇌ H
2CO
3
H
2CO
3 + H
2O ⇌ H
3O+
 + HCO−
3
HCO−
3 + H
2O ⇌ H
3O+
 + CO2−
3
(nie uwzględniono autodysocjacji wody).
- Reakcja syntezy amoniaku z wodoru i azotu (proces Habera): produkty (gazowe) mają dwukrotnie (w przybliżeniu: porównaj gaz doskonały i gaz rzeczywisty) mniejszą objętość niż substraty z których powstają i wzrost ciśnienia (powodujący zmniejszenie objętości układu) faworyzuje stan równowagi reakcji z mniejszą ilością cząsteczek gazowych:
N
2 + 3H
2 ⇌ 2NH
3
{\displaystyle K(T)={\frac {p_{NH_{3}}^{2}}{p_{N_{2}}p_{H_{2}}^{3}}}}
gdzie K(T) jest stałą równowagi reakcji zależną od temperatury; aby zwiększyć szybkość reakcji prowadzi się ją wobec katalizatora, p – ciśnienia cząstkowe substratów i produktów (dla gazu rzeczywistego należałoby je zastąpić aktywnościami, czyli lotnościami gazu).
- Roztwór słabego elektrolitu, np. kwasu octowego: po dolaniu wody (rozcieńczeniu) zwiększa stopień dysocjacji kwasu tak, że stężenie produktów dysocjacji rośnie, choć nie na tyle, aby skompensować rozcieńczenie (ale jednocześnie tak, że żadne ze stężeń nie jest równe 0).
CH
3COOH + H
2O ⇌ CH
3COO−
 + H
3O+

{\displaystyle K_{a}={\frac {[CH_{3}COO^{-}][H_{3}O^{+}]}{[CH_{3}COOH]}}}
gdzie Ka jest stałą dysocjacji kwasowej.
W powyższym wyrażeniu dla uproszczenia pominięto stężenie molowe wody, które w rozcieńczonych roztworach wodnych jest praktycznie stałe i równe ok. 55,5 mol/dm³.
W przybliżonej formie (pomija autodysocjację wody) takie zachowanie słabych elektrolitów opisuje prawo rozcieńczeń Ostwalda:
{\displaystyle K_{dys}={\frac {\alpha ^{2}c}{1-\alpha }}}
gdzie Kdys jest stałą dysocjacji, α jest stopniem dysocjacji, c – stężeniem słabego elektrolitu (łącznie forma jonowa i cząsteczkowa).
- Roztwór słabego elektrolitu, np. kwasu octowego: po dodaniu mocnego kwasu (np. HCl), który jest zdysocjowany w niemal 100% zwiększa się stężenie jonów hydroniowych, ale jednocześnie spada stopień dysocjacji kwasu octowego. W ten sposób zmiana stężenia jonów hydroniowych jest w sumie mniejsza niż bodziec, który ją spowodował (dodanie HCl).
- Równowaga reakcji egzoenergetycznych (energia oddawana do otoczenia reakcji) cofa się w kierunku substratów przy ogrzewaniu, dla reakcji endoenergetycznych (energia pobierana od otoczenia reakcji) jest odwrotnie.